# RTT (film)
Pour les articles homonymes, voir RTT.
Pour plus de détails, voir Fiche technique et Distribution.
RTT est un film français réalisé par Frédéric Berthe, sorti en 2009.

## Synopsis
Florence vient de quitter Arthur. Quand il apprend que celle-ci doit se marier à Miami, il décide d'y aller pour empêcher le mariage, profitant de ses jours de RTT.
Émilie, une jeune voleuse recherchée par la police pour le vol d'un tableau précieux s'enfuit à Miami. Ayant laissé son sac ouvert à l'aéroport, Arthur est choisi par Émilie pour servir de « mule » : elle y glisse la toile, en l'insérant dans une flûte.
Ils se retrouvent à Miami et sont pourchassés par un policier obstiné et particulièrement furieux.

## Fiche technique[2]
- Titre : RTT[N 1]
- Réalisation : Frédéric Berthe
- Scénario original : Alexandre Charlot, Alexandre de La Patellière et Matthieu Delaporte
- Adaptation et dialogue : Franck Magnier et Alexandre Charlot
- Musique originale : Maxime Lebodois et Maxime Piton
Musique additionnelle : Alexandre Azaria
- Directeur de la Photographie : Giovanni Fiore Coltellacci
- Décors : Franck Benezech[1]
- Son : Antoine Deflandre[1], Olivier Goinard, Debbarn Mounir et Vincent Vatoux
- Créatrice de costumes : Jacqueline Bouchard[1]
- Montage : Sandro Lavezzi
- Production : Cyril Colbeau-Justin, Jean-Baptiste Dupont et Dominique Farrugia
  - Production déléguée : David Giordano et Patrick Batteux (équipe à Miami)
- Société de production : FEW, LGM Productions, Studiocanal, TF1 Films Production et SPAD Productions[1]
- Distribution :
  -  France : Studiocanal
  -  Belgique : Universal Picture International
- Budget :
- Pays :  France
- Format : couleur - Format 35 mm[3]
- Genre : comédie
- Durée : 88 minutes
- Dates de sortie :
  -  France,  Belgique : 9 décembre 2009
  -  Suisse romande : 30 décembre 2009[4]

## Distribution[2]
- Kad Merad : Arthur Lepage, vendeur de chaussures de montagne
- Mélanie Doutey : Émilie Vergano, la voleuse
- Manu Payet : Victor Serkine, le policier
- Francis Renaud : Leroy, le policier qui se révèle homosexuel
- Pierre Laplace : Peyrac, le policier bourru
- Daniel Duval : Segal, le mafieux père de Barry
- Nathalie Levy-Lang : Florence Justin-Colbeau, l'ex-femme d'Arthur
- Arthur Dupont : Didier
- Géraldine Nakache : Muriel Serkine, la femme de Victor
- Laurent Claret : Robert Jouclat
- Arthur Benzaquen : Barry Segal, le futur mari de Florence
- Philippe Corti : Vigile 1
- Greg Loffredo : Vigile 2
- Jérôme Paquatte : Vigile 3
- Franck Merenda : Vigile 4
- Jean-Marie Lecoq : Christian
- Brigitte Boucher : La sage-femme
- Amélie Glenn : La jeune sage-femme
- Éric Naggar : Client magasin de sport
- Stéphane Jacquot : Policier aéroport
- Renaud Roussel : Coursier en VTT
- Marlon Sagnier : Le bébé des Serkine
- Mark MacAulay : Inspecteur Jack Kimmel
- Richard Haylor : Prêtre
- Joe Brunell : Policier village
- Tony Salsberg : Marinier
- William Barnes : Chauffeur de taxi
- Steve Pomerantz : Colosse
- Sorraya Guillaume : Hôtesse aéroport Miami
- Felicia Sifford : Chauffeur de bus Miami
- Gregory Nelson : Adjoint Kimmel
- Laurel Levey-Giacomino : Invitée au mariage
- Maria Ines Serritella : Demoiselle française

## Analyse
Le film est centré sur la thématique de l'antihéros, à savoir du protagoniste qui ne dispose d'aucune qualité héroïque, et qui est malmené par le destin. Le personnage de Kad Merad est ainsi une personne particulièrement banale, menant une vie banale, et qui par l'enchaînement des péripéties sur lesquelles il n'a aucune prise est éloigné de sa vie monotone pour vivre une aventure. Le film a ainsi été comparé par les critiques à La Chèvre, qui utilisait cette même base scénaristique,.
Le film exploite également la dynamique de duo entre le personnage naïf, banal, dominé, et le personnage connaisseur, débrouillard et dominant, comme La Chèvre, où le duo était représenté par Pierre Richard et Gérard Depardieu.

## Réception
Le film totalise 1 008 068 entrées en France, dont 191 606 entrées à Paris et en périphérie.
Il reçoit un accueil mitigé de la critique. Le Figaro titre qu'il n'y a « Pas de quoi poser une RTT », considérant que le film « débouche sur une comédie d'aventure française un peu balourde au scénario rafistolé, et qui tient surtout par l'interprétation bon enfant de Kad Merad » ; Les Inrockuptibles décrit le film comme « une comédie d’aventures romantique [qui] s’avère tellement malhabile qu’on en vient à se demander si le titre n’était tout simplement pas un mot d’excuse ».

## Anecdotes
- Le film devait originellement se dérouler en Afrique du Sud. Seulement, le film Safari sortant la même année, avec Kad Merad également, Cyril Colbeau-Justin, producteur du réalisateur du film Frédéric Berthe, lui propose de changer le scénario pour que le film se déroule à Miami[11].
- Le projet du film est passé par différentes mains avant d'être réalisé. Éric Lartigau devait le réaliser, avant de quitter le projets pour divergences artistiques. Les deux personnages principaux auraient dû être incarnés par Sophie Marceau et Jean-Paul Rouve[12].
- Le tournage du film à Paris a débuté le 22 septembre 2008 et a duré trois semaines. Le tournage aux États-Unis a duré sept semaines[13].
- Lors du tournage des scènes dans les marécages des Everglades, les acteurs principaux ont eu un accident sur le bateau, Kad Merad se cassant une côte et Mélanie Doutey s'ouvrant la jambe.
- Kad Merad a touché un cachet d'un million d'euros pour son rôle dans ce film[14].
- La date de naissance d'Émilie Vergano, visible dans les fichiers de la police dans les premières minutes du film après le vol au musée, est celle du 22 novembre 1978, soit la même date de naissance que Mélanie Doutey, qui joue le rôle du personnage.